# Suffragio ristretto
Il suffragio ristretto  il principio per il quale hanno diritto al voto non tutti i cittadini, come nel suffragio universale, ma solo una parte. Detta parte è variamente individuata: si parla ad esempio di suffragio censitario ove vota chi ha una ricchezza pari o superiore ad un livello prefissato o di suffragio maschile ove votano solo i cittadini maschi. In altri casi il suffragio è riservato agli alfabetizzati o a chi ha raggiunto un determinato grado di istituzione.
Un caso particolare di suffragio ristretto è quello delle elezioni di secondo livello, che si ha qualora votino solo coloro che ricoprono particolari cariche elettive, come previsto per esempio nelle elezioni del presidente della repubblica italiana oppure nelle elezioni del presidente e del consiglio provinciale delle province italiane e nelle elezioni del consiglio metropolitano delle città metropolitane italiane (in cui sono elettori solo i consiglieri comunali e i sindaci dei comuni presenti sul territorio dell'ente di area vasta). 

## Storia del suffragio ristretto
Tutte le civiltà hanno adottato il suffragio ristretto. Il suo abbandono ebbe inizio in età contemporanea e normalmente procedette per gradi con la concessione prima del suffragio universale maschile esteso solo in seguito alle donne, con l'interessante eccezione del Granducato di Toscana che nel 1848 concesse un suffragio censitario esteso anche alle donne.

### Italia
Sino al 1912 nell'Italia unita il suffragio fu censitario, è di questa data la prima riforma (legge n. 666 del 30 giugno) che concesse il diritto di voto a tutti i cittadini maschi di età superiore ai trent'anni e ai maschi maggiorenni di età inferiore che rispettassero le condizioni di censo in vigore in precedenza. Quattro anni dopo con la legge 16 dicembre 1918, n. 1985 il voto fu concesso a tutti i maggiorenni maschi e ai reduci di guerra. Il riconoscimento del voto alle donne risale in Italia al decreto luogotenenziale nº 23 del 2 febbraio 1945 emanato dal governo Bonomi. 
Il voto alle donne in italia fu concesso nel 1925, ma solo per le elezioni amministrative e solo a specifiche categorie di "donne meritevoli" (come ad esempio le vedove di guerra). Il regime fascista, che lo introdusse strumentalmente per spezzare il fronte antifascista e sfruttare tutte le manifestazioni di dissenso (tra cui un certo femminismo) verso il precedente regime liberale, non diede comunque seguito a questa concessione. Già l'anno successivo fu introdotto il regime podestarile, che eliminò del tutto le votazioni amministrative locali.
Successivamente, il primo voto fu quello per le elezioni per l'assemblea costituente e per il referendum istituzionale tenutisi il 2 giugno 1946, ed il suo abbandono definitivo fu poi sancito dalla Costituzione.

### Regno Unito
La riforma del 1832 (First Reform Act) concede il voto a tutti i cittadini possessori di beni immobili. Il suffragio censitario viene poi allargato nel 1867 con il Second Reform Act, che dà il diritto di voto anche ai locatari delle città del Regno, e con il Third Reform Act (1884) che lo estende ai locatari rurali. In seguito al successo del movimento delle suffragette, nel 1918 si istituiscono il suffragio universale maschile ed il suffragio femminile per le donne di età superiore ai trent'anni. L'abbandono definitivo di ogni tipo di suffragio ristretto si ha nel 1928.

## Date di passaggio al suffragio universale
Di seguito le date di passaggio dei principali paesi al suffragio universale, oggi riconosciuto in tutto il mondo eccezion fatta per il Vaticano e per alcuni paesi di religione musulmana.
| Paese         | Anno di passaggio |
| ------------- | ----------------- |
| Argentina     | 1947              |
| Australia     | 1902              |
| Belgio        | 1948              |
| Brasile       | 1932              |
| Canada        | 1920              |
| Cile          | 1949              |
| Cuba          | 1934              |
| Danimarca     | 1917              |
| Ecuador       | 1924              |
| Finlandia     | 1906              |
| Francia       | 1945              |
| Germania      | 1919              |
| Giappone      | 1946              |
| Indonesia     | 1949              |
| Iran          | 1918              |
| Israele       | 1948              |
| Italia        | 1946              |
| Norvegia      | 1913              |
| Nuova Zelanda | 1893              |
| Regno Unito   | 1928              |
| Russia        | 1917              |
| San Marino    | 1958              |
| Spagna        | 1931              |
| Sudafrica     | 1930              |
| Svezia        | 1917              |
| Svizzera      | 1971              |
| Turchia       | 1923              |
| Uruguay       | 1917              |
| USA           | 1965              |